# 116 Carinae
116 Carinae (G Carinae) é uma estrela na direção da Carina. Possui uma ascensão reta de 09h 05 m 08.83s e uma declinação de −72° 36′ 09.7″. Sua magnitude aparente é igual a 4.47. Considerando sua distância de 454 anos-luz em relação à Terra, sua magnitude absoluta é igual a −1.25. Pertence à classe espectral F6II-III.